# Augustin Stöckli

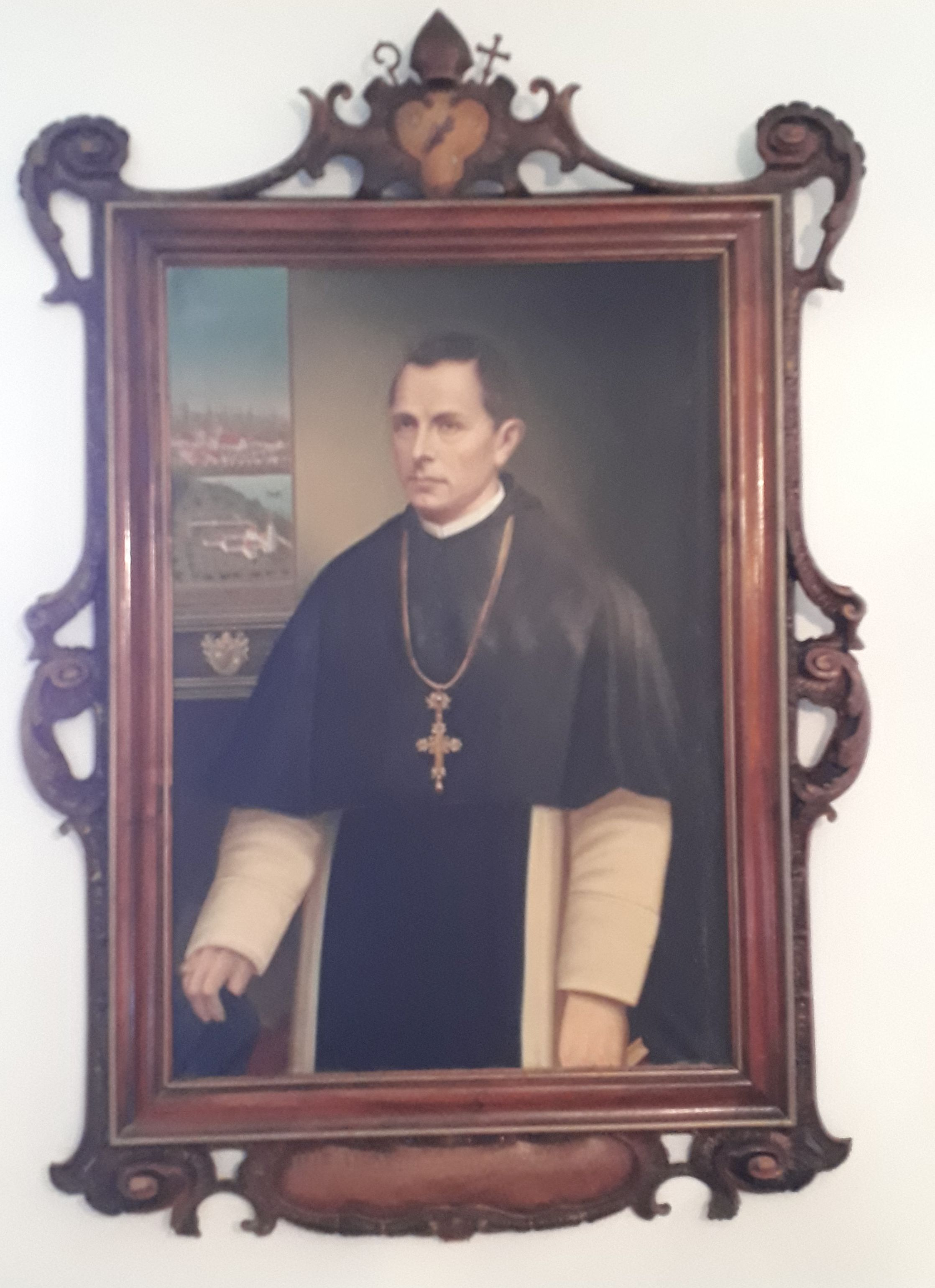
Abt Augustin Stöckli

Augustin Stöckli SOCist (* 22. November 1857 in Ruswil; † 24. September 1902 in Eschenbach) war Zisterzienser und Abt der Gefreiten Abtei Wettingen-Mehrerau.

## Leben
Stöckli besuchte das Gymnasium in Zug und die Schule des Klosters Engelberg und trat nach der Matura 1880 in die Abtei Mehrerau ein. 1884 wurde er zum Priester geweiht und Lehrer an der Erziehungsanstalt des Klosters, dem Collegium Bernardi. 1886 wurde er Subpräfekt, 1893 Präfekt. 1895 zum Abt gewählt und von Papst Leo XIII. im Konsistorium präkonisiert, liess Stöckli die Abteikirche verschönern (Gnadenaltar mit Mariendarstellung von Viktor Mezger) und ein Denkmal für den in Mehrerau bestatteten Kardinal Josef Hergenröther errichten. Das Ausbildungsinstitut des Klosters liess er vergrössern und Räumlichkeiten zur Unterbringung der naturwissenschaftlichen und physikalischen Lehrsammlungen errichten. Nachdem die klostereigenen Ökonomiegebäude 1898 teilweise abgebrannt waren, liess er neue, grössere und modernere errichten. 1898 konnte Stöckli das 1784 von Kaiser Joseph II. aufgehobene Kloster Sittich (Stična) im damaligen Kronland Krain zurückerwerben und mit Mehrerauer Mönchen wiederbesiedeln.
Er starb, nachdem er noch am 21. September 1902 in seiner Geburtsgemeinde Ruswil eine Festpredigt gehalten hatte, in der Nacht vom 23. auf den 24. September 1902 im Kloster Eschenbach in der Schweiz.